# Effoa

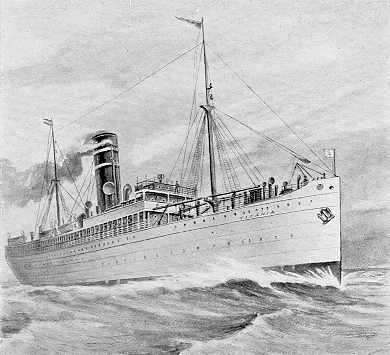
S/S Titania på rutten Helsingfors/Hangö-Köpenhamn-Hull.

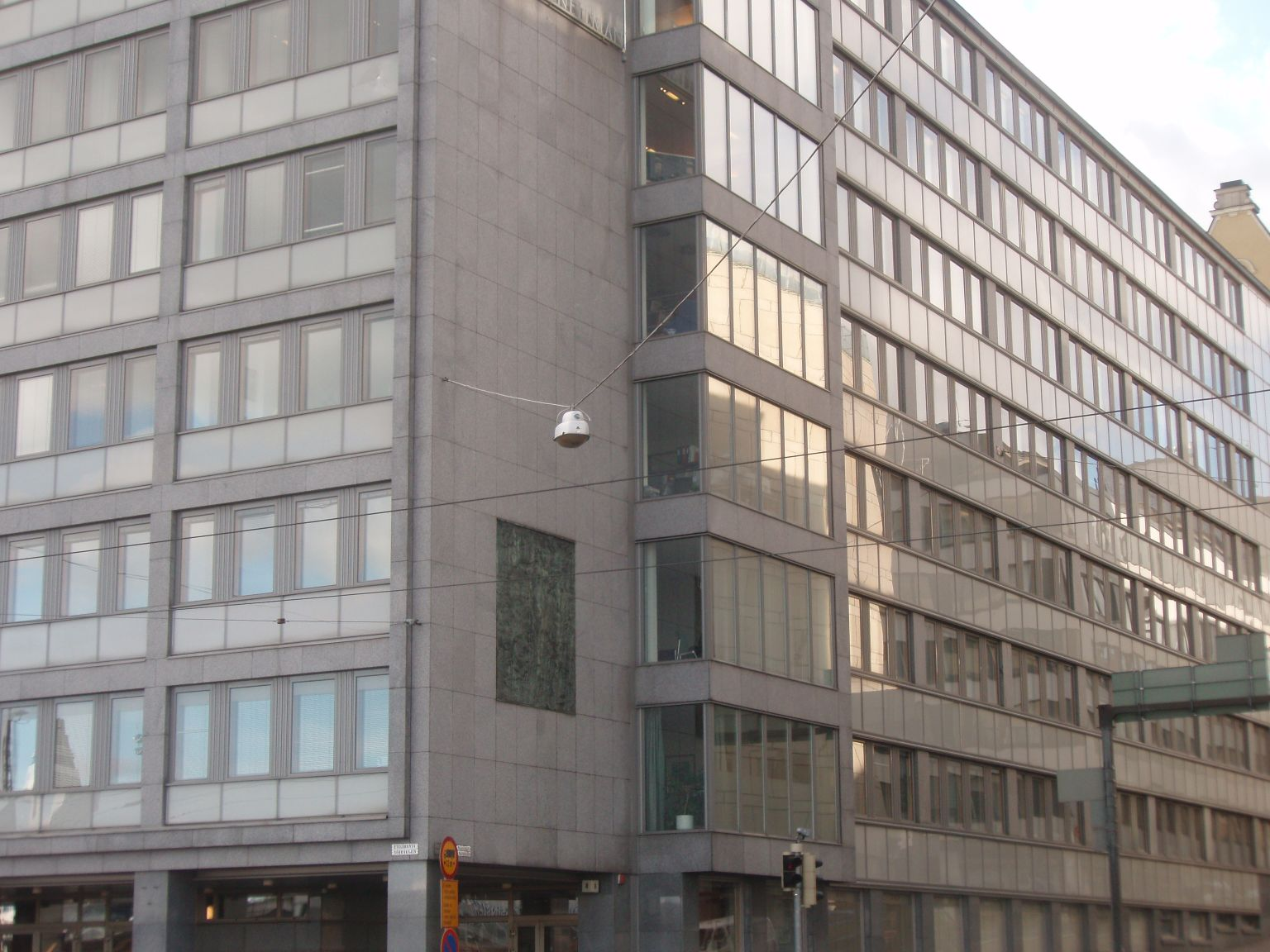
Ett av rederiets tidigare kontor på Södra kajen 8 i Helsingfors. Huset byggdes 1955 och var planerat av Ola och Ethel Hansson. Om hörnet mot Magasinsgatan uppe på fasaden finns en relief (den grå fyrkanten) av skulptören Matti Haupt, föreställande en sjöjungfru som tutar i lur bredvid en sjöhäst

Finska ångfartygs Ab eller FÅA, (finska: Suomen höyrylaiva Oy, SHO) var en gång Finlands största rederi med Helsingfors som hemort. Eftersom FÅA uttalas EFF-O-A bytte rederiet namn officiellt 1976 till EFFOA.

## Begynnelsen
Initiativtagare till bildandet av rederiet 1883 var bland andra konsul Eugen Wolff, kommerserådet Wilhelm Hackman och hovrådet Lars Krogius d.ä.  FÅA inledde sin verksamhet år 1884, i samband med att dess första ångare, Sirius och Orion, sattes i trafik mellan städerna i södra Finland och Kingston upon Hull via Köpenhamn. År 1891 sjösattes frakt- och passagerarfartygen Urania och Astrea, Finlands första i modern mening isförstärkta ångare. 

## Världskrigen
Rederiet expanderade sin verksamhet från år till år. Vid första världskrigets utbrott 1914 hade FÅA regelbunden utlandstrafik på tio linjer, och flottan uppgick till 32 fartyg på sammanlagt 42 834 bruttoregisterton. År 1931 utgjordes flottan av 41 fartyg om sammanlagt 50 935 bruttoregisterton. Under både första och andra världskriget led FÅA påtagliga förluster. Av bolagets 56 fartyg på totalt 82 000 bruttoregisterton 1939 förlorades många under andra världskriget, och i krigsskadestånd till Sovjetunionen måste man dessutom avstå från 23 fartyg.

## Efterkrigstiden

### Passagerartrafik
FÅA hade som mest en flotta bestående av 71 fartyg (1965), merparten dock relativt små. Passagerartrafiken över Östersjön blomstrade under 1960-talet, då man 1969 kunde registrera 190 000 passagerare. I samband med emigrationen från Finland till Sverige och genom sverigefinländarnas resor från Sverige till Finland i samband med industrisemestrar gjorde FÅA tillfredsställande förtjänster. Regelrätt passagerartrafik upprätthölls genom åren också från Helsingfors till Köpenhamn med de äldre Stockholmsbåtarna Ariadne och Oihonna. Från 1967 med den modernare Finlandia.
År 1965 övertogs också Finland-Sydamerika Linjen med anor från 1926 av FÅA. Det var då, 1965, som FÅA hade en flotta bestående av 71 fartyg. Sydamerikalinjen upprätthölls med en handfull fartyg på ca 10 000 ton, enligt anorna med namn på A; Aldebaran, Aconcagua osv. men de förde bara tillfälligt enstaka passagerare. Sydamerikatrafiken lades ned 1985.
Mot slutet av 1970-talet inledde FÅA en koncentration av passagerartrafiken till Silja Line. Genom ett avtal med Finnlines övertog EFFOA all passagerartrafik, däribland den relativt nya GTS Finnjet, och Finnlines koncentrerade sig på fraktfart. Efter en rad förändringar i ägarstrukturen och organisationen blev Silja Line 2002 helägt av den multinationella koncernen Sea Containers, där Silja Line förde vidare FÅA:s traditioner inom passagerarsjöfarten. I början av 2000-talet började Sea Containers ha alltmer problem, och 2006 övertogs rederiet av företaget Tallink.

### Lasttrafik
År 1975 inleddes en separation av last- och passagerartrafiken, då FÅA tillsammans med Finnlines bildade Oy Finncarriers Ab för att gemensamt sköta delar av moderbolagens lasttrafik. År 1989 avslutades samarbetet för FÅA:s del. Finncarriers uppgick år 2001 helt i Finnlines.

## Lista på fartyg
- S/S Arcturus (1899–1957) - Passagerarfartyg på rutten Hangö-Köpenhamn-Hull.
- S/S Wellamo (1927–1967) - Återöppnade trafiken Helsingfors—Stockholm och Helsingfors—Tallinn efter andra världskriget.
- M/S Ilmatar (1964–1980)
- M/S Finlandia (1967–1976) - Effoas första moderna bil/passagerarfärja.
- M/S Aallotar (1972–1978) - Första fartyget med året runt-trafik mellan Helsingfors och Stockholm.
- M/S Finlandia (1981–1990) - Sin tids största kryssningsfärja. Senare M/S Queen of Scandinavia, DFDS Seaways och M/S Moby Dada.
- M/S Wellamo (1986–1993) - I nutid en lite mindre färja för rutten Stockholm-Åbo. Senare M/S Silja Festival och M/S Mega Andrea.
- GTS Finnjet (1986–1993) - Köpt från Enso-Gutzeit. Den längsta och snabbaste kryssningsfärjan på sin tid.